# Arkadij Jermakow
Arkadij Nikołajewicz Jermakow, (ros.) Аркадий Николаевич Ермаков (ur. 10 września?/22 września 1899 w Mcensku, zm. 25 października 1957 w Moskwie) – radziecki generał porucznik.

## Życiorys
Urodził się w mieście Mcensk w obwodzie orłowskim.
W 1918 roku wstąpił do Armii Czerwonej. Brał udział w wojnie domowej, walcząc w składzie 2 pułku orłowskiego, walczył na Froncie Zachodnim i Południowym. Brał udział w tłumieniu powstania w guberni witebskiej oraz w walkach z oddziałami mienszewików w Gruzji.
Po zakończeniu wojny domowej ukończył w 1920 roku kurs dowódców piechoty, a następnie kolejno pełnił stanowiska: dowódcy plutonu, kompanii, kompanii szkolnej, batalionu i pułku. W tym czasie ukończył w 1924 roku Kijowską Szkołę Piechoty, w 1931 kurs „Wystrieł”, 1932 kurs dowódców broni pancerno-motorowej i w 1937 roku wyższy kurs dowódców przy Wyższej Szkole Wojskowej Mechanizacji i Motoryzacji Armii Czerwonej.
W 1938 roku został dowódcą 100 Dywizji Strzeleckiej. Jako jej dowódca uczestniczył w ataku ZSRR na Polskę w 1939 roku oraz w wojnie radziecko-fińskiej.
W końcu lipca 1940 roku został dowódcą 2 Korpusu Strzeleckiego wchodzącego początkowo w skład Nadbałtyckiego  Specjalnego Okręgu Wojskowego, a następnie Zachodniego Specjalnego Okręgu Wojskowego. Korpusem tym dowodził w czasie ataku Niemiec na ZSRR, walcząc w Mińska, nad rzeką Berezyną i w walkach w rejonie Smoleńska. W sierpniu 1941 roku został dowódcą samodzielnej grupy wojsk Frontu Briańskiego, której zadaniem był kontruderzenie na wojska 2 Grupy Pancernej gen. Guderiana. Działania tej grupy spowolniły ruch wojsk niemieckich na kierunku smoleńskim.
W dniu 23 października 1941 roku został mianowany dowódcą 50 Armii, której zadaniem była obrona Tuły. W listopadzie wojska niemieckie złamały obronę w rejonie Tuły, zajmując w dniu 22 listopada Stalinogorsk. Spowodowało to, że został odwołany ze stanowiska, a w dniu 19 grudnia 1941 roku aresztowany, a następnie skazany przez sąd wojenny na 5 lat pobytu w łagrze oraz pozbawiony został stopnia i wszelkich odznaczeń. W styczniu 1942 roku decyzją Prezydium Rady Najwyższej ZSRR wyrok anulowano.
Od lutego 1942 roku pozostawał w dyspozycji Dowódcy Zachodniego Kierunku Strategicznego. W czerwcu 1942 roku mianowany na stanowisko zastępcy dowódcy 20 Armii, a w marcu 1943 roku jej dowódcą.
W dniu 5 października 1943 roku został dowódcą 60 Korpusu Strzeleckiego wchodzącego w skład 4 Armii Uderzeniowej. Następnie w kwietniu 1944 roku został dowódcą 23 Gwardyjskiego Korpusu Strzeleckiego, którym dowodził do końca wojny.
Po zakończeniu wojny w latach 1945–1949 zajmował stanowiska dowódcy 23 Gwardyjskiego Korpusu Strzeleckiego, a następnie 36 Gwardyjskiego Korpusu Strzeleckiego. W 1950 roku ukończył wyższy kurs dowódców w Akademii Sztabu Generalnego, a następnie w latach 1950–1953 był dowódcą 2 Gwardyjskiego Korpusu Strzeleckiego. W latach 1953–1957 był starszym doradcą wojskowym wojsk chińskich we Wschodniochińskim Okręgu Wojskowym.
Zmarł w 1957 roku w Moskwie, pochowany został na Cmentarzu Nowodziewiczym w Moskwie.

## Awanse
- kombryg (10 lutego 1939)
- generał major (4 czerwca 1940)[1]
- generał porucznikt (22 lutego 1944)

## Odznaczenia
- Order Lenina (trzykrotnie)
- Order Czerwonego Sztandaru (dwukrotnie)
- Order Kutuzowa II klasy